# Fernando Alberto de Oliveira
Fernando Alberto de Oliveira (São Romão de Vermoim, Maia, 30 de abril de 1917 — Lisboa, 29 de dezembro de 1992) foi um oficial de Aeronáutica Militar do Exército Português, e depois da Força Aérea Portuguesa, que, entre outras funções de relevo, foi deputado à Assembleia Nacional, Secretário de Estado da Aeronáutica (1967-1969) e Ministro das Comunicações (1969-1970) do 3.º governo do Estado Novo.